# Rod White
Rodney White, detto Rod (Sharon, 1º marzo 1977), è un arciere statunitense.

## Palmarès
- Giochi olimpici

Atlanta 1996: oro a squadre.
Sydney 2000: bronzo a squadre.